# Flavio Fiorio
Flavio Fiorio (San Pietro in Cariano, 29 settembre 1964) è un allenatore di calcio ed ex calciatore italiano, di ruolo attaccante.

## Carriera
Conta una presenza in Serie A 1982-1983 con la maglia del Verona, in occasione della vittoria esterna sul Genoa del 3 ottobre 1982, e 55 presenze e 11 reti con le maglie di Ravenna (stagione 1993-1994) e Treviso (stagione 1997-1998) in Serie B.
In carriera ha collezionato nove promozioni (una dalla Serie B alla Serie A, tre dalla Serie C1 alla Serie B, tre dalla Serie C2 alla Serie C1 e due dalla Serie D alla Serie C2), di cui tre consecutive col Treviso e due consecutive col Ravenna.

## Palmarès

### Giocatore
- Campionato italiano di Serie B: 1

Verona: 1981-1982
- Campionato italiano Serie C2: 3

Chievo: 1988-1989 (girone B)
Ravenna: 1991-1992 (girone A)
Treviso: 1995-1996 (girone B)
- Campionato Nazionale Dilettanti: 1

Treviso: 1994-1995 (girone D)
- Campionato italiano Serie C1: 1

Treviso: 1996-1997 (girone A)